# Stazione di Sant’Agata sul Santerno
Stazione di Sant'Agata sul Santerno vasútállomás Olaszországban, Sant’Agata sul Santerno településen.

## Vasútvonalak
Az állomást az alábbi vasútvonalak érintik:
- Faenza–Lavezzola-vasútvonal

## Kapcsolódó állomások
A vasútállomáshoz az alábbi állomások vannak a legközelebb:
- Stazione di Massalombarda (Stazione di Lavezzola, Lavezzola-Lugo railway)
- Stazione di Lugo (Stazione di Lugo, Lavezzola-Lugo railway)